# Ching bo leung
 (avril 2017).
Si vous disposez d'ouvrages ou d'articles de référence ou si vous connaissez des sites web de qualité traitant du thème abordé ici, merci de compléter l'article en donnant les références utiles à sa vérifiabilité et en les liant à la section « Notes et références ».
Le ching bo leung, parfois écrit ching po leung (清补凉 ; qīng bǔ liáng), ou chè sâm bổ lượng en vietnamien, est une soupe froide sucrée d'origine chinoise et est couramment servie par la cuisine de Canton, la cuisine de Hainan et la cuisine vietnamienne. Pour les Chinois, il s'agit d'un tong sui (糖水) et pour les Vietnamiens, il s'agit d'un chè ; les deux mots signifient « soupe sucrée » dans leur langue respective.
Bien que la recette exacte puisse varier, cette soupe contient généralement des graines de larme-de-Job, des longanes séchés, des jujubes rouges, des graines de lotus, de l'algue finement émincée, de l'eau, du sucre et de la glace pilée. À la place des graines de larme-de-Job, on utilise parfois de l'orge perlé. Les ingrédients suivants peuvent aussi figurer dans la recette : de fins rubans de gingembre et/ou de ginseng, des baies de goji et des noix de ginkgo.
La forme chinoise de cette soupe, ching bo leung, est la plus populaire dans la cuisine cantonaise de Guangdong, Hong Kong, et Macao. Elle est parfois connue sous le nom de soupe liuwei (六味湯 ; « soupe aux six saveurs »). La version vietnamienne, sâm bổ lượng, est facilement trouvable à Cholon, le quartier chinois de Ho Chi Minh Ville, et est généralement servie dans un grand verre.
Bien qu'elle soit parfois appelée « boisson », le terme « soupe » est plus approprié car une cuillère est en général nécessaire pour consommer les ingrédients solides.